# Friedrich Melchior Grimm

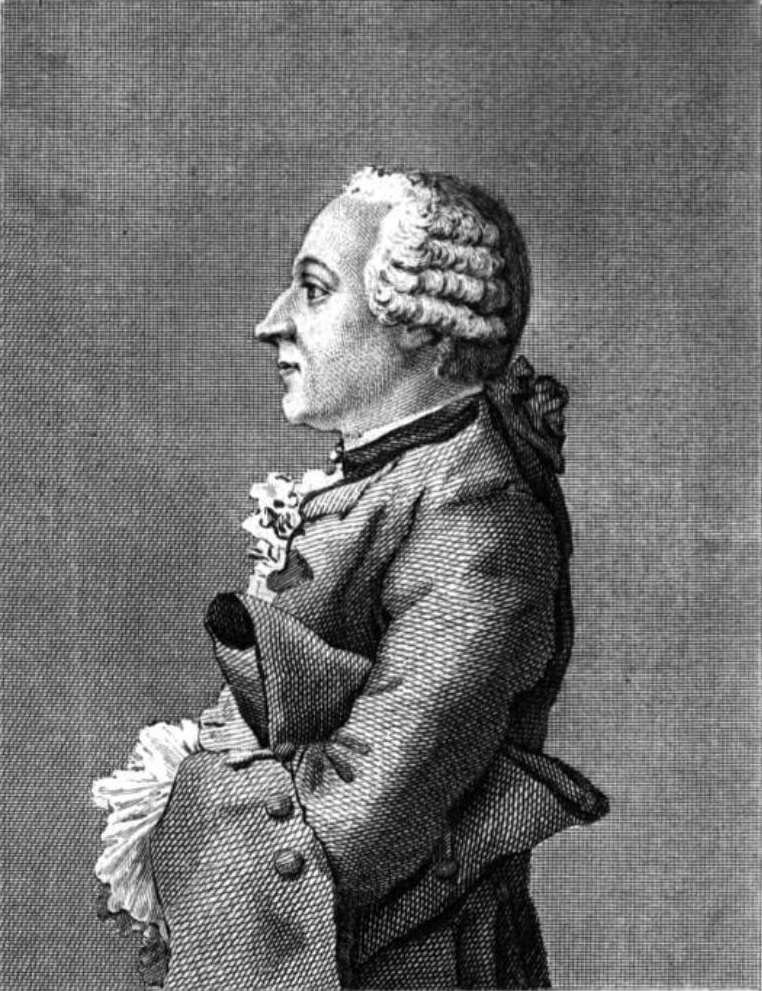
Friedrich Melchior Baron von Grimm, Stich nach Louis Carmontelle, 1769

Friedrich Melchior Baron von Grimm (* 26. September 1723 in Regensburg; † 19. Dezember 1807 in Siebleben) war ein deutscher Schriftsteller, Journalist, Theater- und Musikkritiker und Diplomat in Paris. Grimm war Herausgeber der Correspondance littéraire, philosophique et critique, die eine vollständige Geschichte der französischen Literatur in den Jahren 1753 bis 1790 darstellt. Über die Musik und Literatur kam Grimm mit den Enzyklopädisten in Kontakt.

## Leben

### Herkunft und Jugend
Friedrich Melchior Grimm war der Sohn des lutherischen Pastors Johann Melchior Grimm (1682–1749) und dessen Ehefrau Sibylle Margarete Koch (1684–1774). Er wurde am 26. September 1723 in der Neupfarrkirche, an der sein Vater Pfarrer war, getauft; Pate war der Handelsmann und Hausgerichtsassessor Friedrich Reinhardt. Seine Mutter war die Tochter von Johann Georg Koch, evangelischer Pfarrer in Regensburg, und dessen Ehefrau Dorothea Cordula Wonna. Als Gymnasiast besuchte Friedrich Melchior Grimm das lutherische städtische Gymnasium poeticum. Er wohnte bei seinem Bruder, dem Regensburger Pfarrer und Superintendenten Ulrich Wilhelm Grimm (1716–1778) und dessen Ehefrau im Palais Löschenkohl am Neupfarrplatz. Dort wohnte auch die Familie des kursächsischen Gesandten, Johann Friedrich von Schönberg, dessen Söhne ebenfalls das Gymnasium poeticum besuchten. Bereits während der Schulzeit bewies Melchior Grimm lebhaftes Interesse an Literaturgeschichte, las den Versuch einer Critischen Dichtkunst und begann einen längeren Briefwechsel mit Johann Christoph Gottsched und dessen Ehefrau Luise Adelgunde Victorie Gottsched.
Von 1742 bis 1745 studierte Melchior Grimm an der Universität Leipzig zunächst Theologie wie bereits sein Bruder Ulrich Wilhelm, dann auch Jura, interessierte sich aber mehr für Literatur und Philosophie. Neben Gottsched wurde Johann August Ernesti einer seiner Lehrer. Letzterem verdankte er seine kritische Wertschätzung der klassischen Literatur. Mit 19 Jahren dramatisierte Grimm den Roman Die asiatische Banise von Heinrich Anselm von Ziegler und Kliphausen. Das Stück begeisterte Gottsched so sehr, dass er es 1743 in seiner Sammlung Die deutsche Schaubühne veröffentlichte. Die Inszenierung war ein wirtschaftlicher wie künstlerischer Misserfolg. Fortan verlegte sich Grimm mehr auf die Interpretation, Kritik und Übersetzung von französischen Werken, gefördert durch seinen alten Bekannten aus Regensburg, den kursächsischen Gesandten Schönberg. Ein Schwerpunkt wurde die Mémoire sur la satire von Voltaire. In Sachsen entwickelte Grimm sich zum Kenner der Opern von Johann Adolf Hasse; in Grimms Nachlass befanden sich einige Partituren, die Mehrzahl davon Werke von Hasse, darunter auch einige Autographen. Im September 1745 war Grimm anwesend bei der Wahl Kaiser Franz I. in Frankfurt am Main, dann kehrte er nach Regensburg zurück, wo er vier Jahre lang eine Anstellung als Hauslehrer beim Grafen von Schönberg hatte.

### Frankreich

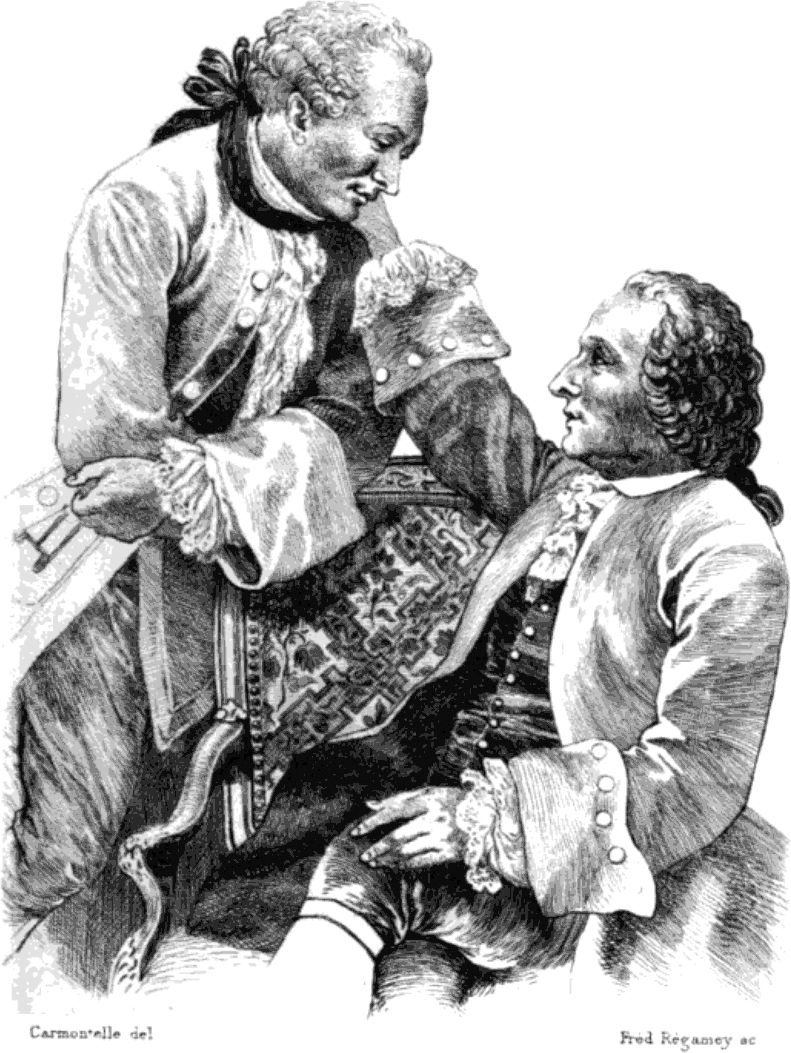
Denis Diderot und Friedrich Melchior Grimm, Stich von Frédéric Régamey nach einer Zeichnung von Louis Carmontelle, 1877

Um 1747 zog sein Freund Gottlob Ludwig von Schönberg nach Frankreich. Grimm folgte ihm nach zusammen mit Schönbergs jüngerem Bruder, und sah im Februar 1749 die Oper Platée von Jean-Philippe Rameau. Bald wurde er zum Sekretär von August Heinrich von Friesen ernannt. Durch seinen Dienstherrn, der ein Neffe des Marschalls von Sachsen, Moritz Graf von Sachsen, war, wurde Grimm schon bald in die Gesellschaft eingeführt. Auf einer Festivität des Geheimdiplomaten Baron Ulrich von Thun (1707–1788) lernte Grimm im August 1749 in einem Landhaus in Fontenay-sous-Bois, dessen Besitzer Friedrich Ludwig von Sachsen-Gotha-Altenburg war, Emanuel Christoph Klüpfel und Jean-Jacques Rousseau kennen. Durch letzteren wurde er mit Denis Diderot bekannt. Rousseau schrieb, dass Grimm ein Cembalo besaß und Vorleser des ältesten Sohnes von Friedrich III. von Sachsen-Gotha-Altenburg wurde. Grimm, Rousseau und Diderot waren häufig zusammen. Zu seinem Bekanntenkreis gehörten auch Jean-Baptiste le Rond d’Alembert, Jean-François Marmontel, André Morellet und Claude Adrien Helvétius. Im August 1750 fing Grimm an, Briefe an den Mercure de France zu schreiben und die Leser über Luther und die zeitgenössische deutsche Literatur (nach der Auffassung von Gottsched) zu unterrichten und begann so einen grenzüberschreitenden Kulturaustausch.
Als 1752 in Paris der Buffonistenstreit zwischen Anhängern von Giovanni Battista Pergolesi und den Vertretern der Tragédie lyrique nach dem Vorbild Jean-Baptiste Lullys ausbrach, stellte sich Grimm zusammen mit Rousseau in das Lager der Neuerer, empfahl aber vorerst – so namentlich in der Lettre de M. Grimm sur Omphale (1752) – die erneuerte Tragédie lyrique eines Jean-Philippe Rameau. Später ergriff er in seiner Satire Le petit prophète de Boehmisch-Broda (1753) offen Partei für die italienische Opera buffa. Es wurde vermutet, dass der Ursprung von Grimms Begeisterung für die italienische Opernkunst bei der Schauspielerin und Primadonna Marie Fel zu suchen war. Als der verliebte Grimm von ihr abgewiesen wurde, verfiel er in Lethargie; Rousseau und Abbé Raynal kümmerten sich um ihn. Als Sieger gingen allerdings zunächst die Anhänger von Lully hervor. 1754 verbannte die Académie Royale de musique alle italienische Musik.
Zu Stanisław Antoni Poniatowski, dem früheren Liebhaber von Katharina II. von Russland und späteren König von Polen pflegte er freundschaftliche Beziehungen.
Seine Rolle in der Verteidigung der italienischen Oper, seine Vorliebe für Ironie und Klatsch und sein Ruf als witziger Gesprächspartner führten dazu, dass Grimm ein gern gesehener Gast bei Hofe und in den Salons der politischen und künstlerischen Avantgarde war, z. B. bei Marie Thérèse Rodet Geoffrin und Suzanne Curchod, der Ehefrau von Jacques Necker. Wegen seines stets weiß gepuderten Gesichtes und seines manchmal diktatorischen Charakters nannte man ihn bald in Anspielung auf einen katalanischen Ritterroman Tirant le Blanc („Tirant der Weiße“).: In der Tat sei „seine Toilette […] für ihn eine wahre Staatsangelegenheit“ gewesen.
Im Jahre 1754 reisten Grimm und Paul Henri Thiry d’Holbach in den Süden Frankreichs. Grimm erwähnte Holbach, dessen Übersetzungen aus dem Deutschen und dessen Publikationen fast immer in seiner Correspondance. Holbachs Le christianisme dévoilé bezeichnete Grimm in seiner Rezension als das „kühnste und schrecklichste Buch, das jemals irgendwo in der Welt erschienen ist“. Er wies darauf hin, dass man zwar nichts Neues aus dem Buch lernen könne, es aber dennoch Interesse wecke.
Als 1755 sein Freund Friesen plötzlich starb, avancierte Grimm zum Kabinettssekretär von Louis Philippe I. de Bourbon, duc d’Orléans. Als solcher begleitete er Louis-Charles-César Le Tellier, Herzog von Estrées, von April 1756 bis September 1757 auf dessen Feldzug nach Westfalen. Anfang 1759 wurde Grimm zum Gesandten der Stadt Frankfurt am Main am französischen Hof ernannt. Als er im August desselben Jahres die Ernennung des Herzogs Victor-François de Broglie zum Marschall in einem durch die französische Regierung unter König Ludwig XV. abgefangenen Brief kritisierte, verlor er diesen Posten wieder. Dies schadete aber seiner Karriere in den Pariser Salons nicht.

### DieCorrespondance littéraire, philosophique et critique

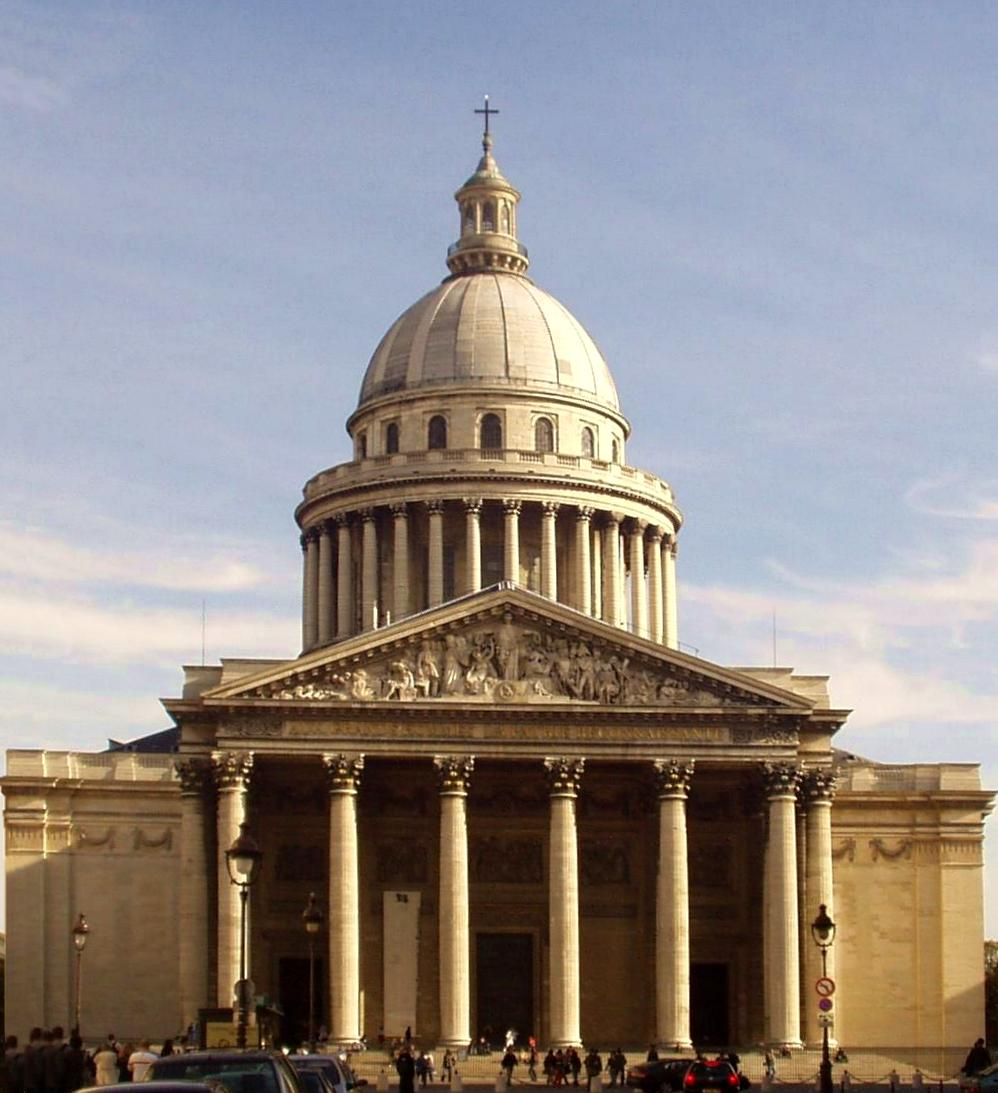
Das Panthéon in Paris von Jacques-Germain Soufflot

Seit 1747 schickte Abbé Guillaume Thomas François Raynal seine Nouvelles littéraires an den Hof in Sachsen-Gotha; beeinflusst von ihm begann Grimm 1753 die Correspondance littéraire, philosophique et critique. Es handelt sich um Briefe mit literarischen Porträts, Anekdoten, Kritiken und Erzählungen aus dem gesellschaftlichen, kulturellen und künstlerischen Leben der Metropole, berichtete aber auch über Neuigkeiten auf wissenschaftlich-technischem Gebiet. Diese Correspondance „in kleiner Schrift eng beschrieben, ohne Bilder, ohne viele leserfreundliche Absätze“ wurde anfangs alle zwei Wochen versandt. Sie wurde in Zweibrücken von Hand geschrieben, um die französische Zensur zu vermeiden, und unkontrolliert durch Diplomatenpost zu den Abonnenten gebracht. Ein Abonnent der Correspondance musste sich verpflichten, die Blätter nicht weiterzugeben und vor allem auch, nichts daraus drucken zu lassen. Die Correspondance wurde so zu einer der wichtigsten Zeitschriften des 18. Jahrhunderts, wenn auch mit einem eingeschränkten, ausschließlich hochadligen Leserkreis. Zu den Lesern gehörten etwa 15 deutsche Fürsten, aber kein einziger Franzose. Die Liste der Abonnenten beginnt 1753 mit den drei Brüdern Friedrichs II., die sich im sparsamen Preußen die Kosten teilten, und nennt weiter Luise Dorothea von Sachsen-Meiningen, Karoline Luise von Hessen-Darmstadt (ab 1754), Gustav III. von Schweden und dessen Mutter Luise Ulrike von Preußen (ab 1756), die Zarin Katharina die Große (ab 1763), Dmitri Alexejewitsch Golizyn (1764–1781), Stanislaw II. (ab 1767), den Großherzog der Toscana (seit 1768), die Markgrafen von Baden-Durlach und Ansbach, die Prinzessin von Nassau-Saarbrücken, Friedrich Michael von Pfalz-Birkenfeld und Karl August von Weimar. Auch Friedrich II. von Preußen (bis 1766) gehörte zu den Lesern. Friedrich bekam sein gratis Exemplar zuerst von Luise Dorothea. Grimm sandte ihm drei Jahre lang kostenlos seine Briefe, aber Friedrich weigerte sich 1766, den Autor der  Correspondances zu empfangen, da er zu beschäftigt sei. Sie begegneten sich erst 1769 zum ersten Mal und unterhielten einen längeren Briefwechsels, der sich bis zum Mai 1786, drei Monate vor des Königs Tode, erstreckt.
Grimm berichtete über die Académie française, den Salon de Paris, die Architekten Jacques-Germain Soufflot, Claude-Nicolas Ledoux, den Fall Jean Calas, den Zoologen Buffon, den Mathematiker und Physiker Leonhard Euler, die Probleme zwischen Rousseau und David Hume, Condorcet und die Brüder Montgolfier. Während seiner zeitweiligen Abwesenheiten, wegen Krankheit oder einer seiner vielen Reisen, sorgten Grimms Freunde, Denis Diderot und Louise d’Épinay, für ein kontinuierliches Erscheinen. Grimm bat Diderot, eine Buchbesprechung für den Bougainville’schen Reisebericht zu verfassen. Der Bericht inspirierte Diderot dann zu seinem Essay Supplément au voyage de Bougainville (1771), vordergründig eine Verteidigungsschrift der sexuellen Freiheit. Bis Februar 1773 lag die Correspondance in Grimms Hand, bis 1790 war sie eher unter der Federführung seines Sekretärs Jacob Heinrich Meister (1744–1826). Dieser schrieb ganz im Stil Grimms, gab die Correspendance allerdings nur noch monatlich heraus.

### Madame d’Epinay und Bruch mit Rousseau

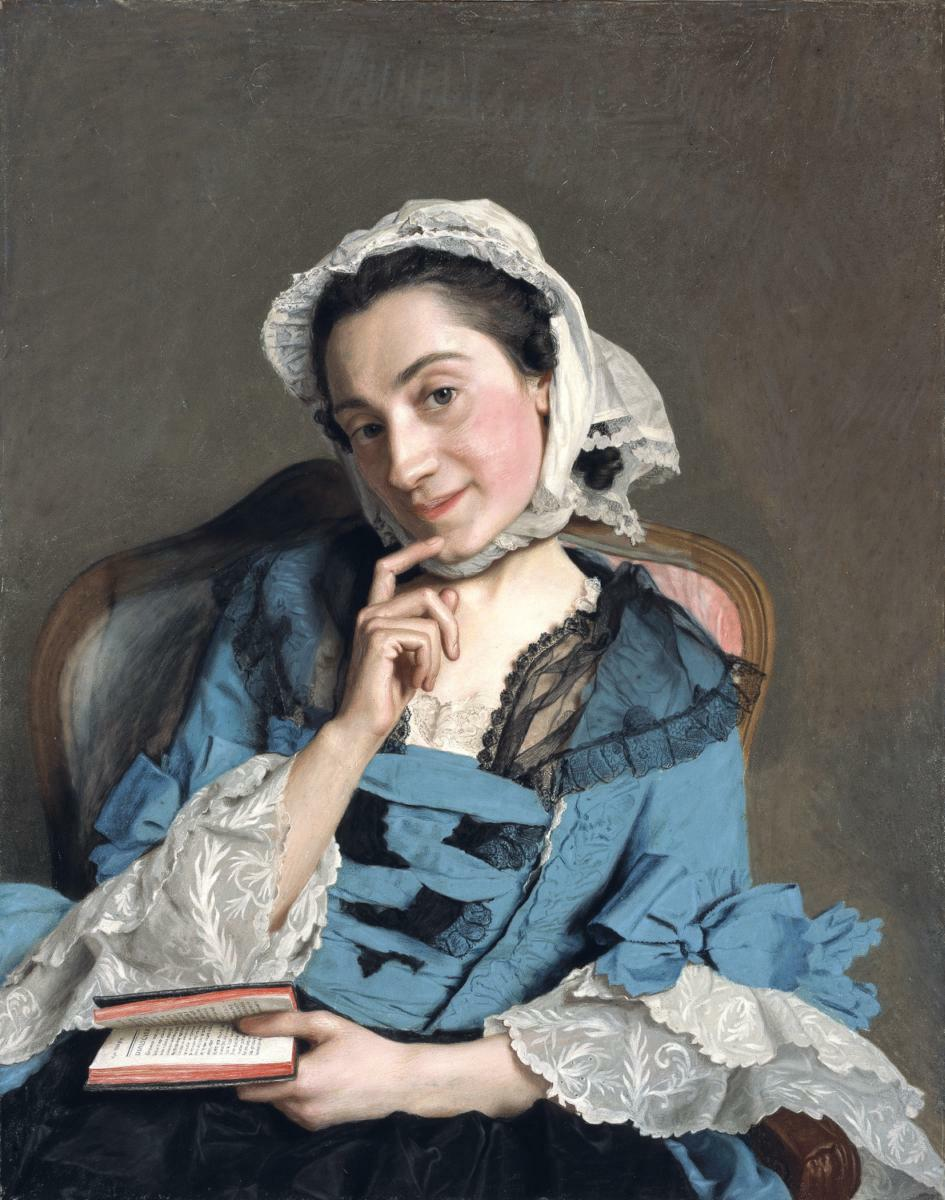
Jean-Étienne Liotard: Porträt der Louise d’Épinay, geborene Louise Florence Pétronille Tardieu d’Esclavelles (1726–1783), um 1759 (Musée d’art et d’histoire, Genf)

1751 wurde Grimm von Jean-Jacques Rousseau der Louise d’Épinay vorgestellt. Alle drei gerieten in eine komplizierte Beziehung, als Grimm sich zwei Jahre später in sie verliebte, denn auch Jean-François de Saint-Lambert hatte eine Beziehung mit ihr.  Grimm, Épinay und Diderot hatten wenig Achtung für die einfache Thérèse Levasseur, die Lebenspartnerin von Rousseau, Grimm und Holbach unterstützten aber deren 80-jährige Mutter. 1757 brach Rousseau die Beziehung zu Grimm ab. Als auch Diderot sich einmischte und Rousseau bat, mit Mme d’Épinay nach Genf zu reisen, vermutete Rousseau ein Komplott gegen sich und seine Freundin. Im Sommer 1758 besuchte Grimm mit Mme d’Épinay den Arzt Théodore Tronchin in Genf, weil Mme d’Épinay möglicherweise von Grimm schwanger war. Grimm war völlig beschäftigt mit der Encyclopédie, die 1759 auf den Index gesetzt wurde und ihre königliche Druckerlaubnis verlor. Trotzdem reiste er diesem Jahr nochmals mit Mme d’Épinay nach Genf.
In seinen Bekenntnissen gab Rousseau eine sehr befangene Meinung über Grimm kund. Aus verschiedenen Gründen kam es im Verhältnis von Rousseau zu den Pariser philosophes zu Spannungen. So sorgte der offene Atheismus Grimms und Holbachs für eine zunehmende Dissonanz mit Rousseau. Auch kritisierte Grimm Rousseaus sentimentale Briefromane Julie oder Die neue Heloise und Emile oder über die Erziehung.
1762 besuchte Grimm seinen Freund Charles Eugène Gabriel de La Croix de Castries.

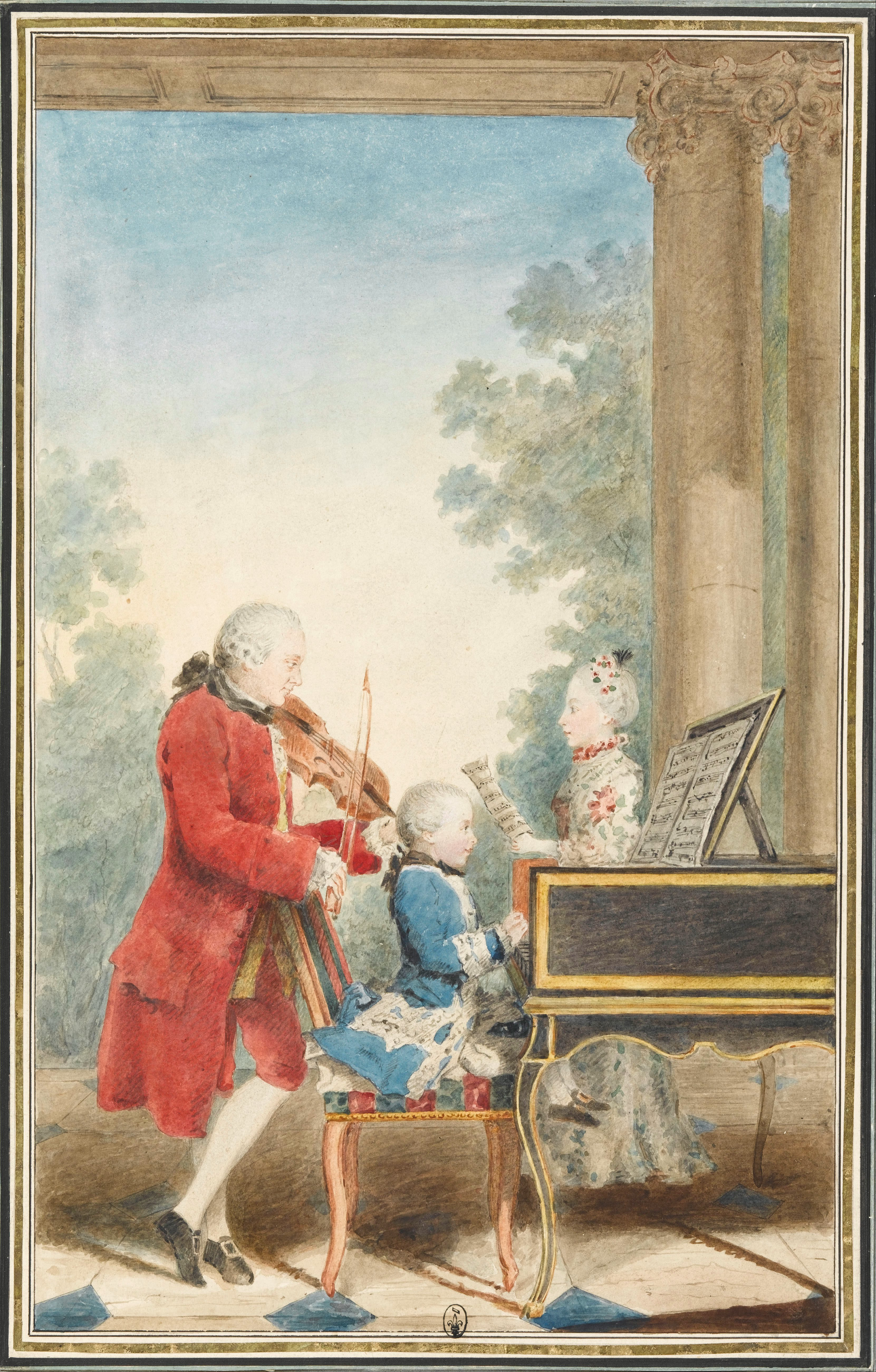
Leopold, Wolfgang und Nannerl Mozart spielen in Paris, Aquarell von Louis Carmontelle, um 1763

### Mozart
Im November 1763 führte ein Empfehlungsschreiben einer Frankfurter Kaufmannsfrau den Salzburger Vizekapellmeister Leopold Mozart, der mit seinen Wunderkindern durch Europa reiste, zu Grimm nach Paris. Am 1. Dezember 1763 veröffentlichte Grimm in seiner Correspondance littéraire einen außerordentlich eindrucksvollen Brief, in dem er als Augenzeuge die kaum fassbaren Fähigkeiten der Kinder (Nannerl, elf Jahre alt, und Wolfgang, sechs Jahre alt) im Klavierspiel beschrieb. Grimm und Philippe d’Orléans wurden in dieser Zeit zu Förderern Mozarts in Paris. Wie Christoph Willibald von Gluck und Ranieri de’ Calzabigi beschäftigte sich Grimm um 1776 mit der Opernreform. Grimm liebte das Theater, kritisierte aber die Comédie-Française und pries das Theater von Madame de Montesson. Joseph Bologne, Chevalier de Saint-Georges lebte zwei Jahre im Appartement des Barons Grimm (Rue de la Chaussée-d’Antin 5), das dessen Arbeitgeber gehörte, und das auch der junge Mozart drei Monate lang bewohnte, nachdem seine Mutter am 3. Juli 1778 in Paris gestorben war. Als Mozart auf der Suche nach einer passenden Anstellung war und auf die Unterstützung von Grimm hoffte, blieben diese Erwartungen aber unerfüllt. Die Freundschaft zwischen Mozart und Grimm war danach vorbei.

### Katharina die Große

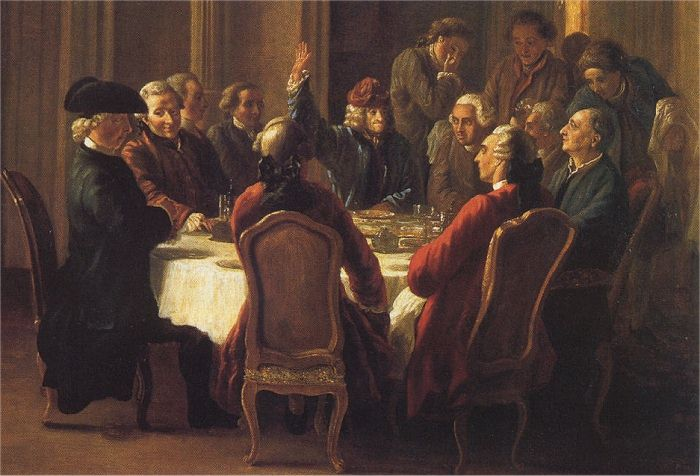
Jean Huber: Ein Diner von Philosophen, 1772 (heute in der Voltaire Foundation, Oxford). Der Titel La sainte cène du patriarche stammt von Grimm, der hier als zweiter Mann von links figuriert.

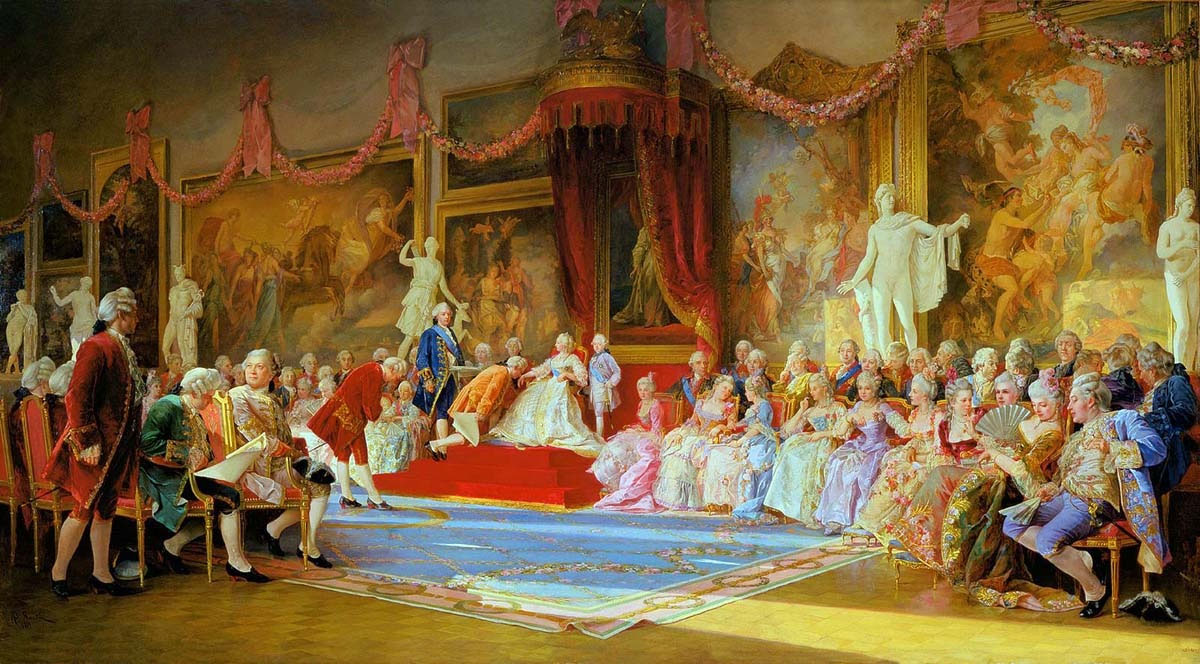
Waleri Iwanowitsch Jakobi: Die Inaugurierung der Akademie der Künste (durch Katharina die Große, 1765), 1889

1771 begleitete Grimm den Erbprinzen von Hessen-Darmstadt nach London. 1773 reisten Grimm und Ludwig I. von Hessen-Darmstadt nach Berlin, wo dessen Schwester Friederike Luise geheiratet hatte. Grimm traf Heinrich von Preußen in Rheinsberg. Dann fuhren sie mit Wilhelmina Luisa von Hessen-Darmstadt nach Sankt Petersburg zur Hochzeit mit dem Zarewitsch Paul. (Karoline von Hessen-Darmstadt schenkte ihm ein Baronat mit dessen Einkünften und Grimm wurde Freiherr (Reichsadel 1772, Reichsfreiherr 1777).) Grimm spielte gerne Schach und Karten mit Katharina. Nach Simon Dixon beeinflusste Grimm Katharina mit seinen Ideen über Rousseau. Sie schätzte den Philosophen nicht sehr hoch. Katharina hätte Grimm gerne eine Stelle angeboten; Grimm lehnte aber ab. Sie beauftragte durch ihn den Maler Jean Huber, Zeichnungen von Abschnitten des Lebens von Voltaire anzufertigen.
Vom 9. Oktober 1773 an bis zum 5. März 1774 verweilte auch Grimms Freund Denis Diderot bei Katharina an der Newabucht. Als Vertreterin des aufgeklärten Absolutismus versprach sie sich davon Anregungen für ihre Reformpolitik. Schon vorher führte Grimm Ferdinando Galiani und Cesare Beccaria in Sankt Petersburg ein. Am 1. November wurde Grimm zusammen mit Diderot auf Anweisung der Zarin als membre étranger in die Russische Akademie der Wissenschaften aufgenommen.  Wegen seines Atheismus (und Intrigen am Hof) hatte Diderot dort wenig Erfolg. Als Diderot Katharinas Regierungsstil kritisierte, nicht ihre Persönlichkeit, entfremdete sich auch Grimm von ihm. Nach Jonathan Israel war Grimm ein Vertreter des Aufgeklärten Absolutismus.
Zurück in Paris begann Grimm, in größerem Stil für die Zarin Kunst zu kaufen. Baron Grimm verwaltete große Summen, mit Hilfe derer er für Katharina Bilder, Statuen, geschnittene Steine, Karten- und Reisewerke, Bücher und Opernpartituren erwarb, mit denen er aber auch die Pensionen auszahlte, welche die Kaiserin armen Literaten im Stillen zukommen ließ. 1774 führte Grimm Karl August von Sachsen-Weimar durch Paris. Zwei Jahre später kehrte Grimm zurück nach St Petersburg. Grimm empfahl Johann Friedrich Reiffenstein als Katharinas Kunstagenten in Rom. 1778 kaufte Grimm die Büchersammlung Voltaires für Katherina. 1779 empfahl ihr Grimm Giacomo Quarenghi als neuen Architekten und Clodion als Bildhauer, als Falconet nach Frankreich zurückkehrte. 1783 erhielt Grimm 100.000 Rubel von Katharina um Kunst zu kaufen, nicht auf Auktionen, aber von Privatpersonen. In dieser Zeit verlor Grimm einige enge Freunde. Seit 1779 war Mme d’Épinay krank. Grimm sorgte für sie, bis sie 1783 starb. Diderot starb im Jahr darauf.
1787 gab Katharina Grimm den Auftrag, alle ihre Briefe an ihn zu verbrennen. Katharina wollte ihre Korrespondenz mit Grimm (oder Voltaire) nicht veröffentlicht sehen.

### Letzte Jahre

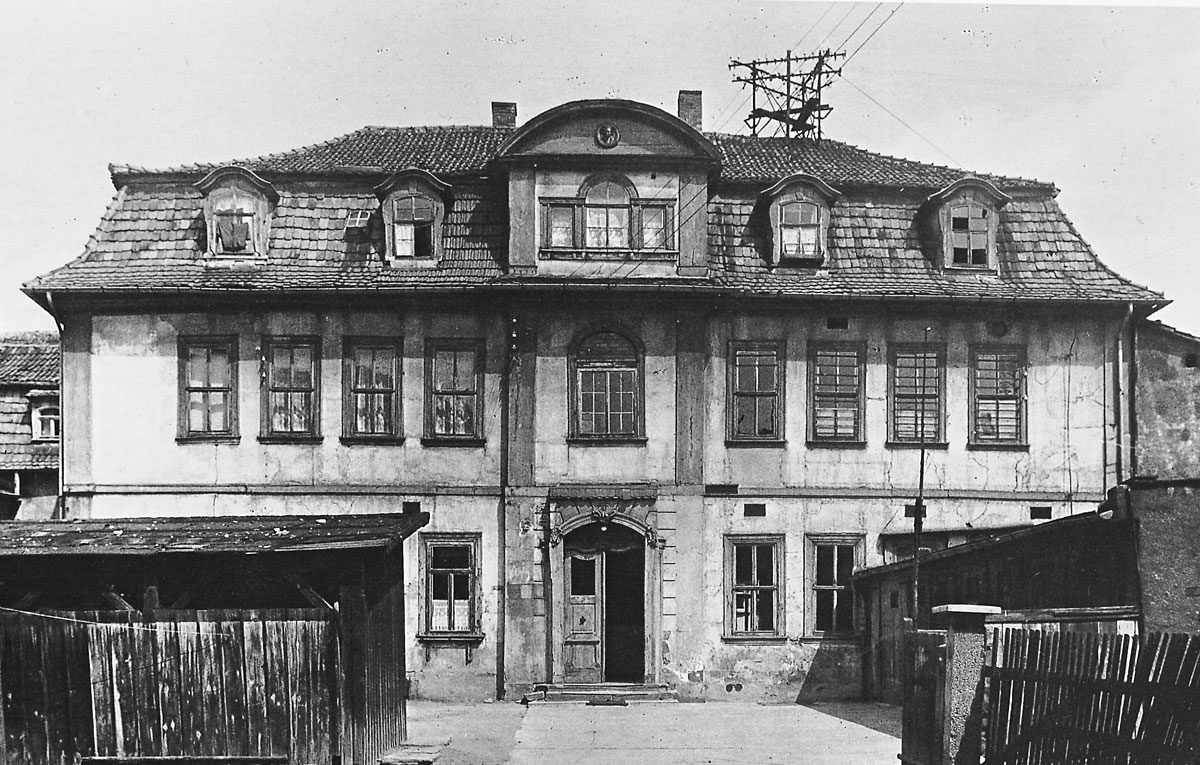
Das Prinzenhaus in Gotha bewohnte Grimm mit Unterbrechungen seit 1795

Ab 1775 vertrat Grimm die Interessen von Herzog Ernst II. von Sachsen-Gotha-Altenburg in Paris. „Für Gotha ist Grimm seit 1768 als Legationsrat mit 1600 Livres Jahresgehalt, seit 1772 als Geheimer Legationsrat und seit 1775 als bevollmächtigter Minister des Herzogs Ernst II. am französischen Hofe mit 4000 Livres Jahresgehalt tätig.“ 1776 war er in Rom. Am 8. Oktober 1777 besuchte Grimm Johann Wolfgang Goethe auf der Wartburg bei Eisenach. Goethe reiste 1781 nach Gotha, genauer am Sonntag den 7. Oktober, um sich mit Grimm zu treffen. 1781 publizierte Diderot Lettre apologétique de l’abbé Raynal à M. Grimm. 1784 kam Heinrich von Preußen nach Paris, und Grimm regelte dort alles für ihn.
Emilie de Belsunce (1766–1814), eine Enkelin von Mme d’Épinay, lebte als Kind bei Grimm in seiner Wohnung, als ihre Eltern flüchteten. 1792 fuhr Grimm – wegen seiner Krankheit, aber ohne Wertpapiere – nach Karlsbad, Frankfurt am Main und Aachen, dann nach Kassel und Gotha. Dort lebten Grimm und Emilie im Schloss des Herzogs und im Prinzenhaus. 1796 wurde Grimm von der Zarin in einem ihrer letzten Briefe zum russischen Staatsrat ernannt. Er sollte ihre Interessen beim niedersächsischen Kreis als russischer Gesandter in Hamburg vertreten. Weil er krank war, hatte Grimm kaum Lust zu reisen. Trotzdem ging er Ende 1796; am 17. Januar 1797 – auf einer Rückreise von Lübeck nach Hamburg – wurde er plötzlich blind. (Seit 1762 hatte er Probleme mit seinen Augen gehabt.) Grimm lehnte seine neue Aufgabe als Gesandter bei Zar Paul ab. Grimm und sein Pflegekind, die spätere Gräfin Bueil, verweilten kurze Zeit in Altona, dann zogen sie nach Braunschweig, wo Emilies Großvater lebte. Grimm mietete von Sommer 1797 bis Juni 1800 eine Wohnung. Dort lernten sie  Willem Bilderdijk kennen, der einer ihrer Hauslehrer wurde. Sie fuhren einen Tag nach Wolfenbüttel, wo viele französische Emigranten lebten. Aufgrund einer Einladung von Ernst II. von Sachsen-Gotha fuhren sie zurück. Dort traf er Goethe aufs Neue. Im Alter von nahezu 84 Jahren starb Friedrich Melchior Grimm aufgrund von Fußbeschwerden. Er wurde am 23. Dezember 1807 auf dem Kirchhof zu Siebleben beigesetzt.
Nur ein Bruchteil seines literarischen Schaffens wurde ins Deutsche übersetzt. Er hatte einen Ruf als großer Essayist, den insbesondere das Studium großer historischer Persönlichkeiten faszinierte, und steht hier in einer Reihe neben Charles-Augustin Sainte-Beuve oder Karl Hillebrand. 

## Ehrung
Wegen seiner vielfältigen Interessen in Frankreich als Diplomat und Literat und seiner Tätigkeit als Herausgeber einer literarischen Zeitung, die in ganz Europa verbreitet war, wurde in Regensburg im Stadtteil Äußerer Westen eine Straße nach Grimm benannt (Grimmstraße).

## Werke (Auswahl)
- Friedrich Melchior Grimm: Briefe von Johann Christoph Gottsched. Im Anhang: Vier Briefe an Luise Gottsched. Mit Erläuterungen und einem Nachwort hrsg. von Jochen Schlobach und Silvia Eichhorn-Jung, Röhrig, St. Ingbert 1998, ISBN 3-86110-142-4.
- Maurice Tourneux (Hrsg.): Correspondance littéraire, philosophique et critique, adressée à un Souverain d’Allemagne. Kraus, Nendeln-Liechtenstein 1968 (Repr. d. Ausg. Paris 1877–1882)
- Eine kleine Betrachtung über die großen Modesträußer. Hemmerde, Halle 1750
- Der kleine Prophet aus Böhmisch-Broda. s. n., Paris 1753
- Jakov Grot (Hrsg.): Mémoire Historique sur l’origine et les suites de mon attachement pour l’impératrice Catherine II jusqu’au décès de sa majesté impériale. Historische Gesellschaft, Moskau 1880
- Paris zündet die Lichter an. Literarische Korrespondenz. Hanser, München 1977, ISBN 3-446-12349-0.
  - Ulla Kölving (Hrsg.): Correspondance littéraire de F. M. G. Centre international d’étude du XVIIIe siècle, Ferney-Voltaire 2007, derzeit 4 Bände = Jahr 1753f. (geplant 20 Bde.). Online lesbar (PDF; 1,3 MB)
    - Rezension: Marie Leca-Tsiomis, in: Zs. Recherches sur Diderot et sur l’Encyclopédie Numéro 43, Varia, rde.revues.org